# Národní mariášové karty Mikoláše Alše
Národní mariášové karty Mikoláše Alše jsou mariášové karty, které namaloval Mikoláš Aleš a vydala Ústřední matice školská u Jana Rittera roku 1893. Karty si získaly oblibu a tak je Ritter vydal opět v roce 1899. Třetího vydání se dočkaly na konci druhé světové války, kdy je podle původní předlohy, ale barevným ofsetovým tiskem, vydala firma Ferdinand Piatnik a synové. V roce 1988, u příležitosti výstavy karet, vydalo karty Muzeum hlavního města Prahy. Zatím posledního vydání se karty dočkaly v roce 2017, kdy byly přílohou časopisu Živá historie 1–2/2017.

## Přehled karetních listů
Každá ze čtyř barev je laděna do jednoho z národních témat. Zelené karty přináší výjevy z historie staroslovanské, červené z období Přemyslovců, žaludy z období husitského a kule z doby bělohorské.